# Zabiele-Kolonia
Zabiele-Kolonia – nieoficjalna nazwa części wsi Zabiele w Polsce, położonej w województwie lubelskim, w powiecie lubartowskim, w gminie Niedźwiada.
W latach 1975–1998 miejscowość należała administracyjnie do województwa lubelskiego.
Zabiele-Kolonia jest sołectwem w gminie Niedźwiada. W miejscowości od 1988 r. działa jednostka OSP Zabiele Kolonia.
Wierni Kościoła rzymskokatolickiego należą do parafii św. Mikołaja w Brzeźnicy Książęcej lub do parafii Najświętszej Maryi Panny Królowej Aniołów w Brzeźnicy Bychawskiej.